# Sztum
Sztum este un oraș în Polonia.